# Pelargonium gilgianum
Pelargonium gilgianum är en näveväxtart som beskrevs av Rudolf Schlechter och Paul Erich Otto Wilhelm Knuth. Pelargonium gilgianum ingår i släktet pelargoner, och familjen näveväxter. Inga underarter finns listade i Catalogue of Life.